# Johannesbrücke (Sankt Petersburg)

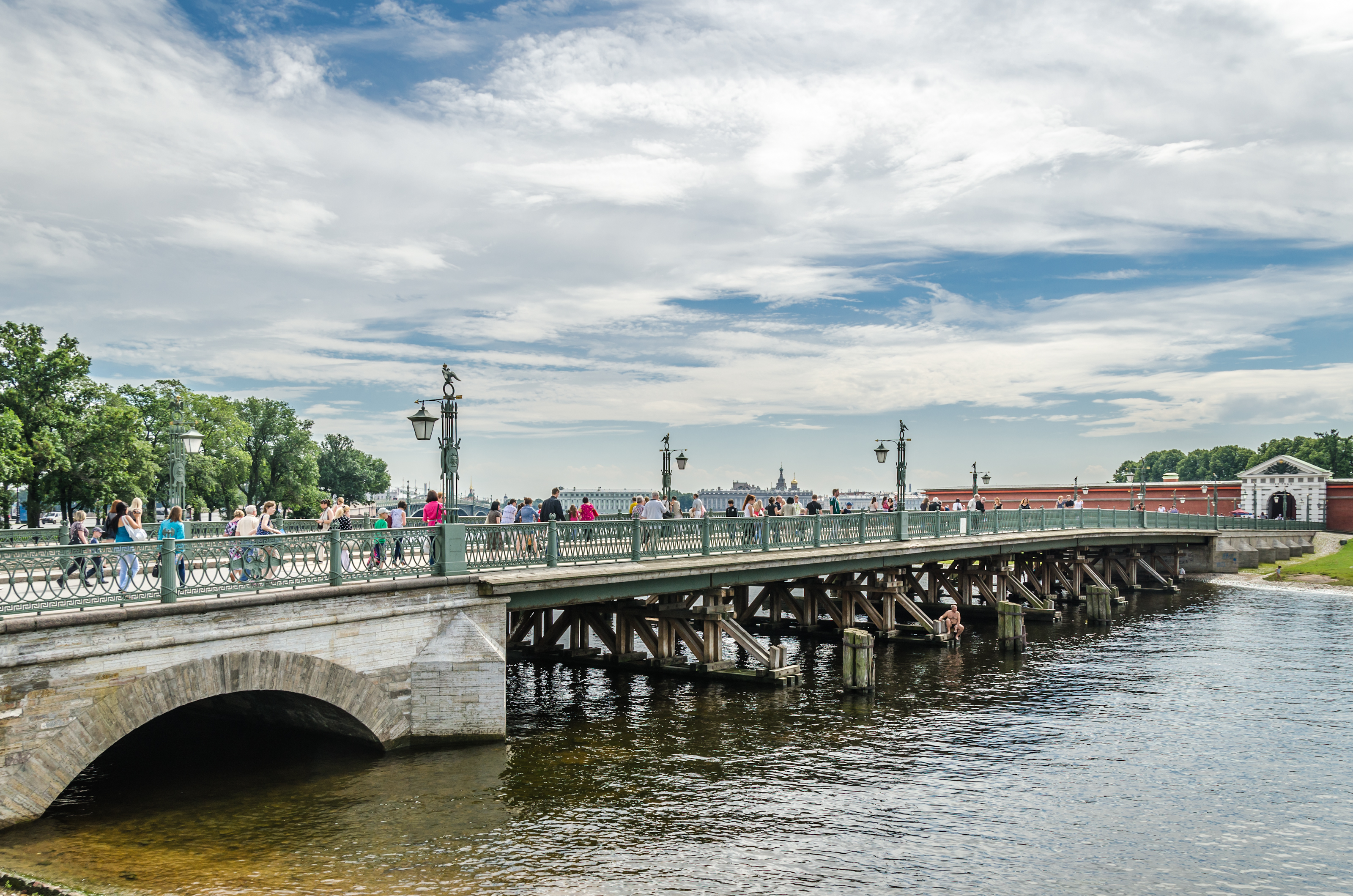
Johannesbrücke

Die Johannesbrücke (russisch Иоанновский мост) über den Kronwerkkanal in Sankt Petersburg ist die älteste Brücke der Stadt. Sie befindet sich im Petrograder Rajon von St. Petersburg und verbindet die Petrograder Insel mit der Haseninsel. Sie wurde am Ort der ersten Brücke in St. Petersburg gebaut. Eine Holzbrücke wurde 1738 bis 1740 als Ersatz für eine bis dahin genutzte Schwimmbrücke gebaut. Die Brücke wurde im Laufe der Jahre mehrfach restauriert, zuletzt vollständig im Jahr 2003.

## Johannestor

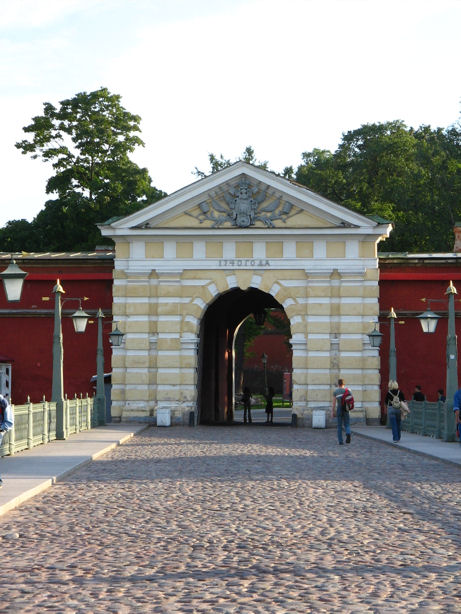
Johannestor (Иоанновские ворота)

Durch das Johannestor erreicht man den Vorplatz mit dem Haupteingang der Peter-Paul-Festung.